# Французька симентальська порода
Французька симентальська порода, або французький тип симентальської породи (фр. Simmental française, у 1933—1960 — ташете-де-л'ест, фр. Tachetée de l'Est — «плямиста східна», у 1960—1993 — пі-руж-де-л'ест, фр. Pie Rouge de l'Est — «червоно-ряба східна») — порода великої рогатої худоби молочно-м'ясного напряму продуктивності. Виведена у першій половині 20 століття на сході Франції у прикордонних зі Швейцарією районах поглинальним схрещуванням місцевої худоби з симентальською худобою.

## Історія
Порода виникла схрещуванням худоби порід фемлін (фр. Fémeline) і брессан (фр. Bressanne), що їх розводили у прикордонних зі Швейцарією районах Франції, з худобою симентальської породи. Поглинання порід було завершено на початку 1930-х років. Нова порода отримала назву «ташті-де-л'ест» (фр. Tachetée de l'Est — «плямиста східна»). Племінну книгу було відкрито у 1933 році. До 1945 року селекція велася у напрямі молочно-м'ясної продуктивності і у 1950-х роках додаткове схрещування з імпортованими зі Швейцарії сименталами допомогло стабілізувати породу. В ці роки також була зроблена спроба об'єднання 4 нечисленних локальних споріднених порід (монбельярд, ташете (тішет), абонданс, жессієн (фр. gessienne)), утворених за участі симентальської, у одну велику породу, що дістала назву «пі-руж-де-л'ест» (фр. Pie Rouge de l'Est — «червоно-ряба східна»). Однак, спроба об'єднання порід у одну не виявилася вдалою і з 1960 року лише ця порода мала назву «пі-руж-де-л'ест».
У 1993 році порода пі-руж-де-л'ест була перейменована на французьку симентальську. Це було зроблено, зокрема, для того, щоб уникнути можливісті плутанини з теперішньою бельгійською червоно-рябою худобою, що тоді мала ту саму назву. З початку 1990-х років відбувалось схрещування породи пі-руж-же-л'ест з симентальською худобою з різних країн Європи, переважно з Німеччини.

## Опис
Масть червоно-ряба, буває світла і темно-червона. Середній зріст бугаїв становить 155 см, корів — 145—150 см. Жива маса бугаїв — 1000—1250 кг, корів — 700—800 кг. Середньорічні надої становлять 7329 кг молока жирністю 4 % і вмістом 3,35 % протеїну. Через схрещування у 1990-х роках цієї худоби з німецькою симентальською худобою, французькі симентали є ближчими до німецької симентальської худоби, аніж до швейцарської. З 1990 по 2007 роки у генотипі телят доля генів німецьких сименталів зросла з 0 % до 70 %, а доля генів швейцарських сименталів знизилася відповідно з 35 % до 10 %.

## Поширення
Худобу французької симентальської породи розводять у Франції. Станом на 2016 рік налічувалося 25477 корів французької симентальської породи у 840 стадах, 9427 корів було записано до племінної книги.

## Виноски
1. 1 2 3 4 5  Franch Simmental. // Valerie Porter, Lawrence Alderson, Stephen J.G. Hall, D. Phillip Sponenberg (2016). Mason's World Encyclopedia of Livestock Breeds and Breeding (sixth edition). Wallingford: CABI. — P. 179. ISBN 9781780647944. (англ.)
2. ↑  Животноводство. — М.: Гос. Изд-во Сельскохозяйственной литературы, 1958. С. 160.